# Јан Весели
Јан Весели (чеш. Jan Veselý; Острава, 24. април 1990) чешки је кошаркаш. Игра на позицији крилног центра и центра, а тренутно наступа за Барселону.

## Клупска каријера

### Европа
Весели је у млађим категоријама био члан екипа Прибор и Снејкс Острава из Чешке. Током 2007. године је потписао за словеначки Слован. У лето 2008. прелази у београдски Партизан. У Партизану је провео наредне три сезоне и током тог периода је освојио укупно девет трофеја, по три пута Куп Радивоја Кораћа, Јадранску лигу и Суперлигу Србије. Био је члан екипе која је у сезони 2009/10. остварила пласман на Фајнал фор Евролиге. Од стране ФИБА Европе проглашен за најбољег младог играча Европе за 2010. годину. На свом последњем мечу у дресу Партизана, капитен екипе Петар Божић је препустио подизање шампионског трофеја Веселом који је поздрављен овацијама препуног Пионира.

### НБА
Весели је одабран као 6. пик на НБА драфту 2011. године од стране Вашингтон визардса. Дана 9. априла 2012. Весели је остварио свој први дабл-дабл учинак, забележивши по 11 поена и скокова на утакмици са Шарлот бобкетсима. Весели је наставио са добрим партијама против Бобкетса и 23. априла 2012. остварио рекорд каријере постигавши 16 поена. У својој првој сезони просечно је постизао 4,7 поена и 4,4 скока по мечу.
У фебруару 2014. је трејдован у Денвер нагетсе.

### Повратак у Европу
Почетком августа 2014. је потписао уговор са турским Фенербахчеом. Провео је у Фенербачхеу наредних осам сезона и учествовао је у освајању Евролиге у сезони 2016/17. У домаћим оквирима је четири пута био првак Турске, три пута је освојио Куп а два пута Суперкуп. Од индивидуалних признања освојио је награду за најкориснијег играча Евролиге у сезони 2018/19, три пута је уврштен у идеални тим Евролиге док је у својој последњој сезони био и најкориснији играч финала турског првенства.
У јулу 2022. је потписао трогодишњи уговор са Барселоном.

## Репрезентација
Са сениорском репрезентацијом Чешке је наступао на Европским првенствима 2013. и 2015. године као и на Олимпијским играма 2020. у Токију.

## Лични живот
Весели потиче из спортске породице: отац му је био кошаркаш, а мајка одбојкашица. Његова млађа сестра се такође бави кошарком.

## Успеси

### Клупски
- Партизан:
  - Првенство Србије (3): 2008/09, 2009/10, 2010/11.
  - Јадранска лига (3): 2008/09, 2009/10, 2010/11.
  - Куп Радивоја Кораћа (3): 2009, 2010, 2011.
- Фенербахче:
  - Евролига (1): 2016/17.
  - Првенство Турске (4): 2015/16, 2016/17, 2017/18, 2021/22.
  - Куп Турске (3): 2016, 2019, 2020.
  - Суперкуп Турске (2): 2016, 2017.

### Појединачни
- Најкориснији играч Евролиге (1): 2018/19.
- Идеални тим Евролиге — прва постава (3): 2015/16, 2017/18, 2018/19.
- Најкориснији играч финала Првенства Турске (1): 2021/22.
- Најбољи млади играч у избору ФИБА Европе (1): 2010.

## Статистика

### Евролига
| Сезона   | Екипа      | ОУ | СУ | МПУ  | ПШ%  | 3П%  | СБ%  | СПУ | АПУ | УПУ | БПУ | ППУ  | ИПУ  |
| -------- | ---------- | -- | -- | ---- | ---- | ---- | ---- | --- | --- | --- | --- | ---- | ---- |
| 2008/09. | Партизан   | 17 | 13 | 19.9 | .517 | .056 | .538 | 3.4 | .4  | .5  | .3  | 4.8  | 4.2  |
| 2009/10. | Партизан   | 22 | 22 | 24.8 | .550 | .400 | .625 | 4.9 | 1.4 | .7  | .5  | 8.4  | 9.5  |
| 2010/11. | Партизан   | 15 | 14 | 27.0 | .536 | .357 | .444 | 3.6 | 1.1 | 1.3 | .9  | 10.1 | 10.3 |
| 2014/15. | Фенербахче | 29 | 9  | 21.9 | .633 | .000 | .491 | 5.4 | .8  | .8  | 1.0 | 11.2 | 13.6 |
| Каријера |            | 83 | 58 | 23.2 | .579 | .299 | .521 | 4.5 | .9  | .8  | .7  | 9.0  | 10.0 |

### НБА
| Сезона   | Екипа     | ОУ  | СУ | МПУ  | ПШ%  | 3П%  | СБ%  | СПУ | АПУ | УПУ | БПУ | ППУ |
| -------- | --------- | --- | -- | ---- | ---- | ---- | ---- | --- | --- | --- | --- | --- |
| 2011/12. | Вашингтон | 57  | 20 | 18.9 | .537 | .000 | .532 | 4.4 | .8  | .7  | .6  | 4.7 |
| 2012/13. | Вашингтон | 51  | 4  | 11.8 | .500 | .000 | .308 | 2.4 | .5  | .3  | .3  | 2.5 |
| 2013/14. | Вашингтон | 33  | 1  | 14.2 | .522 | .000 | .267 | 3.4 | .3  | .6  | .8  | 3.2 |
| 2013/14. | Денвер    | 21  | 0  | 14.6 | .506 | .000 | .423 | 3.7 | .5  | 1.3 | .8  | 4.4 |
| Каријера |           | 162 | 25 | 15.2 | .521 | .000 | .408 | 3.5 | .6  | .7  | .5  | 3.6 |